# Christian Fuhst
Christian Fuhst (* 28. November 1939 in Neukloster) ist ein deutscher lutherischer Pfarrer, Schriftsteller regionalgeschichtlicher und plattdeutscher Werke sowie Übersetzer. Bis zu seiner Pensionierung 2004 hatte er für 24 Jahre die Pfarrstelle in Bliedersdorf inne.
Fuhsts Werk erstreckt sich von Ortschroniken verschiedener Dörfer auf der Stader Geest, Kirchenhistorien und Regionalgeschichte bis hin zu Werken in plattdeutscher Sprache. Auch übersetzte Fuhst das Neue Testament ins Plattdeutsche.

## Engagement
Unter Fuhst wurde die kirchliche Stiftung Feldsteinkirche Bliedersdorf gegründet. Einnahmen für seine Bücher stiftete er häufig für wohltätige Zwecke, z. B. für die kirchlichen Stiftungen in Bliedersdorf und Nottensdorf.
Fuhst ist Mitglied des Plattdeutschen Pastorenverbands.

## Auszeichnungen
- 2005: Ehrentaler der Samtgemeinde Horneburg
- 2019: Bundesverdienstkreuz am Bande[1][2]

## Schriften
- Ortsgeschichten im Landkreis Stade, Plattdeutscher Pastorenverband
- Bliedersdorf: wie es wurde was es ist. Chronik von Dorf und Kirche Bliedersdorf. (mit Gerhard Burfeind un Metta Baumann) Dammann, Bliedersdorf 1988
- Melkries. Twölf christliche Geschichten von den leeben Gott sien Veehwarks. Bliedersdorf 1992
- Hedendorf und Grundoldendorf. Chronik zweier Dörfer und ihrer Familien. (mit Gerhard Burfeind und Hans-Heinrich Ropers) 2001
- Dat plattdüütsch Nee Testament / öwersett von Christian Fuhst. Kirchengemeinde Bliedersdorf, Bliedersdorf 2004
- Die Bauernstube des lieben Gottes die Katharinenkirche in Bliedersdorf und ihre Konfirmandinnen und Konfirmanden seit 1916. 2006
- Wo seine Ehre wohnt: Die Kirchen im Landkreis Stade und der Text des Neuen Testamentes. Kirchengemeinde Bliedersdorf, Blierdersdorf 2007
- St. Katharinen in Bliedersdorf. Kirchengemeinde Bliedersdorf, Bliedersdorf 2008
- Viele Grüße aus Neukloster und Hedendorf : die 129 schönsten Ansichtskarten aus der guten, alten Zeit. 2009
- Viele Grüsse aus Nottensdorf : alte Ansichtskarten und neue Dorfansichten. 2010
- Das darf doch nicht wahr sein! 2011
- Horneburger Burgmänner, Bürgerinnen und Bürger und ihre Liebe Frau : eine Führung durch die Horneburger Kirche und ihre Geschichte. 2011
- Das alte Horneburg: von den Anfängen bis zum 19.3.1632. 2012